# 狗国一
人马座ω （58 Sagittarii），佛兰斯蒂德命名法为人马座58，中文名狗国一，是一颗位于人马座的G-型次巨星，视星等为4.70。 它位于星群飞弹螺（中国古代星官称为狗国）的东北边，距离地球78光年，是飞弹螺星群最近的一颗恒星。